# Медвежанська сільська рада (Дрогобицький район)
| Медвежанська сільська рада — орган місцевого самоврядування у Дрогобицькому районі Львівської області з адміністративним центром у с. Медвежа. Історична дата утворення: в 1990 році. Водоймища на території, підпорядкованій даній раді: річка Медвежанка. Сільській раді підпорядковані населені пункти: - с. Медвежа |

## Склад ради
Рада складається з 14 депутатів та голови.

### Керівний склад ради
| ПІБ                    | Основні відомості                                                                | Дата обрання | Дата звільнення |
| ---------------------- | -------------------------------------------------------------------------------- | ------------ | --------------- |
| Коваль Степан Іванович | Сільський голова, 1960 року народження, освіта                                   | 26.03.2006   | 31.10.2010      |
| Коваль Степан Іванович | Сільський голова, 1960 року народження, освіта вища, член Народного Руху України | 31.10.2010   |                 |

Примітка: таблиця складена за даними джерела